# الاتحاد السرياني
حزب الاتحاد السرياني  ܓܰܒܐ ܕܚܘܝܕܐ ܣܘܪܝܝ هو حزب قومي سرياني سياسي، ثقافي، اجتماعي يرعى شؤون الشعب السرياني بكافة طوائفه في لبنان وينطق باسمه.

## تأسيسه
تأسس الاتحاد السرياني في لبنان (SUL)" عام 2005 وهو يضم نخبة من الشباب السرياني الملتزم بعقيدته وقوميته ووطنيته. والاتحاد في لبنان جزء لا يتجزأ من الاتحاد السرياني الأوروبي ESU [الإنجليزية]
الذي يعمل جاهدا لاستعادة حقوق الشعب السرياني في الشرق الأوسط والاعتراف به كقومية وكيان قائم بحد ذاته. بتاريخ 29/3/2008 وخلال مؤتمر صحفي وبحضور حشد كبير من الاحزاب اللبنانية المسيحية وأبناء الطوائف السريانية تم إطلاق حزب الاتحاد السرياني كأول حزب سرياني في تاريخ لبنان.
علما ان رئيس حزب الاتحاد السرياني في لبنان إبراهيم مراد هو عضو قيادي في مجلس بيث نهرين القومي، المجلس الذي يضم أحزابا ومؤسسات سريانية عدّة بما فيها حزب الاتحاد السرياني في لبنان، ويتواجد مقره الرئيسي في أوروبا.
كما أن لحزب الاتحاد السرياني في لبنان مكتب تمثيلي للفضائية السريانية  SUROYO TV التي تبث من دولة السويد.وفي 5/10/2008 تم افتتاح مقر للحزب في منطقة زحلة - حي السيدة عبر مهرجان شعبي وبحضور عدد من السياسيين.

## الاهداف الوطنية
يؤمن الاتحاد بمبدأ حق كل إنسان بالحرية والعيش بكرامة ضمن الوطن الواحد وهو يكن الاحترام لكل الطوائف والفئات في لبنان، ويعتبر نفسه ملتزما«تجاه وطنه وخاضعا» لقوانينه وأنظمته وساعيا«أبدا» إلى المشاركة في تحقيق الاستقرار والحرية والسلام في لبنان.
ومن أجل تحقيق ذلك يسعى الاتحاد بالتعاون والتنسيق الدائم مع باقي المؤسسات والجمعيات والأحزاب اللبنانية التي يتلاقى معها فكرياإلى:
- العمل على تمتين الوحدة الوطنية وتضامن القوى السياسية والاجتماعية والثقافية لتوفير الحياة الحرة الكريمة المتكافئة لعموم الشعب اللبناني.
- العمل على اقامة نظام ديمقراطي تعددي يضمن الحريات السياسية والدينية والقومية لكافة أبناء الوطن.
- بسط سيادة القانون وتعزيز استقلال القضاء والفصل بين السلطات الثلاث (التشريعية والتنفيذية والقضائية).
- دعم الجيش اللبناني لضمان وحدة اراضي لبنان وصون حدوده الدولية والتصدي لاي محاولة لتجزئته أو اقتطاع اجزاء منه.
- إعادة الجنسية اللبنانية للمتحدرين من اصل لبناني وسحب الجنسية اللبنانية ممن اكتسبها بدون استحقاق مع رفض التوطين بكافة أشكاله.
- إلغاء التشريعات التي تمس بأي شريحة من شرائح المجتمع اللبناني ومراعاة التعدد الديني والقومي والثقافي في القوانين.
- ضمان حرية الفكر والرأي والمعتقد وعدم المساس بحق الفرد في التعبير عن رأيه واحترام كافة قرارات منظمة الأمم المتحدة وخاصة المتعلقة بحقوق الإنسان.
- العمل على سحب سلاح الميليشيات اللبنانية وغير اللبنانية وحلها وإنشاء جيش دفاع شعبي تابع للجيش اللبناني ينفذ اوامر الحكومة والجيش عندما يتعرض الوطن لخطر خارجي.

## أهم المشاريع التي يطمح الحزب لتحقيقها
- نشر التراث السرياني بالتعاون مع عدة مؤسسات باقامة المحاضرات والندوات وطباعة المنشورات والكتب التي تتناول كل ما يخص تراثنا ولغتنا السريانية.
- العمل على إنشاء لوبي اقتصادي من أبناء شعبنا للمساهمة في إنشاء مشاريع سكنية، مدرسية، طبية، ثقافية، اقتصادية هدفها دعم وجودنا في هذه الأرض.

## وصلات خارجية
- الموقع الرسمي لحزب الاتحاد السرياني